# Stob-Gletscher
Der Stob-Gletscher (bulgarisch ледник Стоб lednik Stob) ist ein 16 km langer und 13 km breiter Gletscher an der Oskar-II.-Küste des Grahamlands auf der Antarktischen Halbinsel. Er fließt vom Bruce-Plateau nördlich des Bersin Ridge, südwestlich des Tschutschuliga-Gletschers, ostsüdöstlich des Somers-Gletscher und südsüdöstlich des Talbot-Gletschers in östlicher Richtung zum Crane-Gletscher.
Britische Wissenschaftler kartierten ihn 1976. Die bulgarische Kommission für Antarktische Geographische Namen benannte ihn 2012 nach der Ortschaft Stob im Westen Bulgariens.